# Pierre Curie
Pierre Curie, francoski kemik in fizik, * 15. maj 1859, Pariz, Francija, † 19. april 1906, Pariz, Francija.
Curie je bil pionir na področju kristalografije, magnetizma, piezoelektrike in radioaktivnosti.

## Življenje in delo
V letu 1880 je Pierre Curie z bratom Jaquesom odkril, da se ob stiskanju kristalov pojavi električna napetost, kar je danes znano kot pojav piezoelektričnosti. Uspelo mu je prikazati tudi nasprotni pojav, namreč da se kristali pod električno napetostjo deformirajo. 
Za doktorsko disertacijo si je izbral študij magnetnih pojavov, še posebej feromagnetizma, paramagnetizma in diamagnetizma. V okviru doktorskega študija je raziskal odvisnost magnetizacije paramagnetov od temperature, ki je danes znana kot Curiejev zakon, konstanta v enačbi, ki je odvisna od snovi pa kot Curiejeva konstanta. Pri raziskovanju feromagnetizma je odkril, da pri feromagnetih na dovolj visoki temperaturi (Curiejeva temperatura) pride do faznega prehoda, kjer se izgubi urejenost, značilna za feromagnetno stanje. Snov nad to temperaturo postane paramagnetna. 
V kasnejših letih se je skupaj s svojo ženo Mario Skłodowsko-Curie posvetil raziskovanju pojava radioaktivnosti. Bila sta prva, ki jima je uspelo izolirati elementa polonij in radij. S študijo radioaktivnega sevanja v magnetnem polju je odkril sevanje delcev alfa, beta in gama.   
Leta 1903 je skupaj z ženo prejel Nobelovo nagrado za fiziko »za izredno vloženo delo v skupne raziskave o sevanju, ki ga je odkril profesor Henri Becquerel«.